# Justin Bruyenne
Justin Bruyenne (Doornik, 25 januari 1811 - aldaar, 27 juli 1896) was een Belgische architect wiens talent een groot aantal monumentale gebouwen heeft opgeleverd in Doornik en omgeving. Hij bouwde in hoofdzaak in de provincie Henegouwen, maar ook in Vlaanderen, meestal in eclectische of neoromaanse stijl.

## Biografie

### Opleiding
Justin Bruyenne was de zoon van een op grote schaal handelende timmerman. Als dreumes volgde hij het lager onderwijs in de gemeenteschool van Froidmont.
Nadien ging hij in Doornik bij de Broeders Barbet voor de middelbare studiën. Bruyenne leerde het vak in de onderneming van zijn vader. Gelijktijdig volgde hij les aan de Tekenacademie, onder meer bij architect Bruno Renard (°Doornik, 30 december 1781 - † Sint-Joost-ten-Node, 17 juni 1861) en bij schilder Florentin Decraene (°1793, † 1852).

### Oeuvre
Bruyenne's oeuvre bestond uit kerken, burgerlijke gebouwen, scholen, hospitalen en kastelen.
De restauratie van de Doornikse Onze-Lieve-Vrouwekathedraal (Unesco Werelderfgoed) was wellicht een van zijn meest vermaarde activiteiten. Dit werk nam hij in 1849 over van zijn leermeester: Bruno Renard.

### Functies

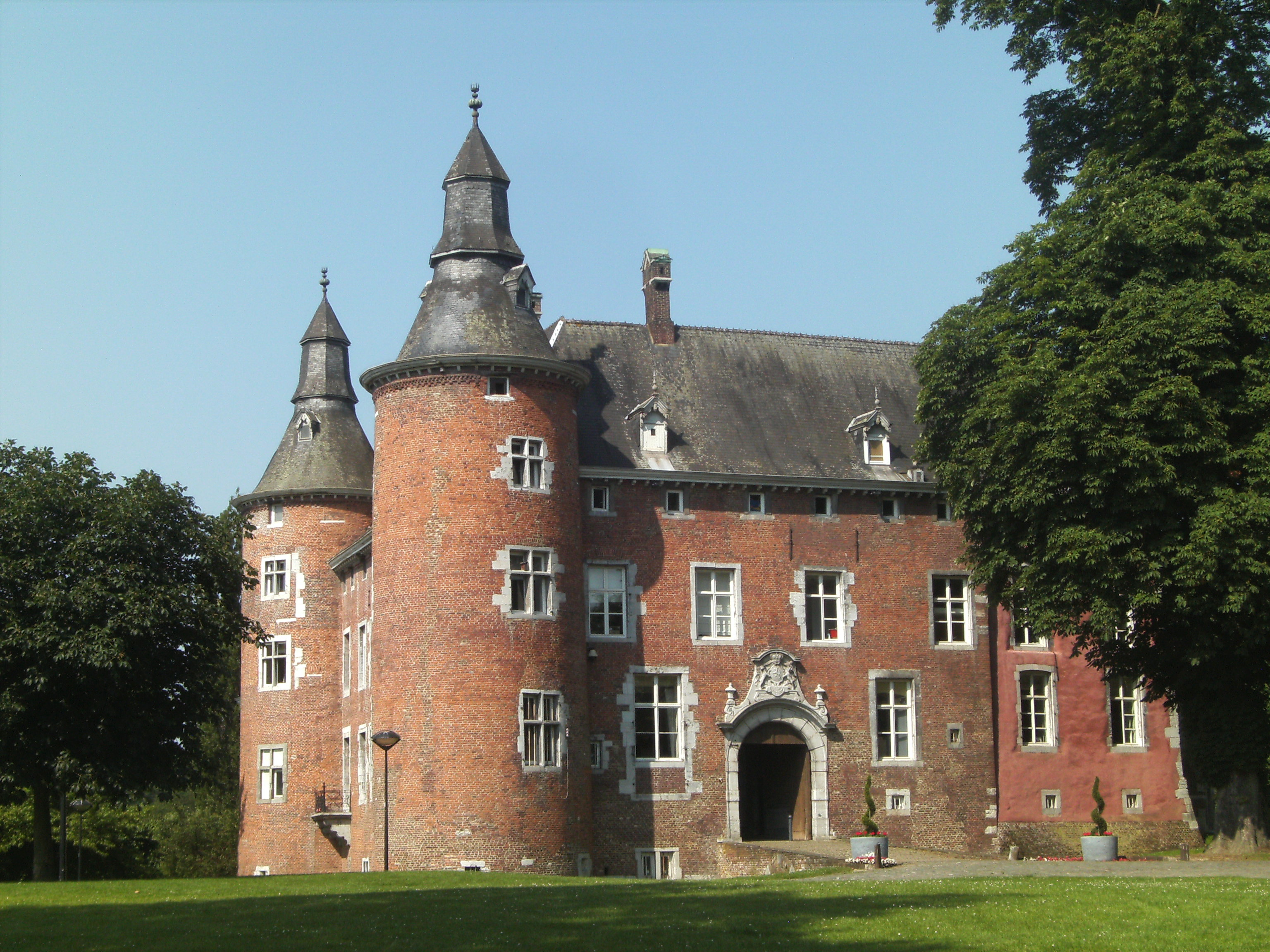
Restauratie van het kasteel van Monceau-sur-Sambre.

In 1861 werd Bruyenne corresponderend lid van de Koninklijke Commissie voor Monumenten en Landschappen (KCM).
Zowat dertig jaar later, in 1892, was hij lid van de Franse Archeologische Vereniging voor instandhouding en inventarisering van monumenten (Société française d'archéologie pour la conservation et la description des monuments).

### Eerbetoon
- Omwille van zijn verdiensten werd Bruyenne geëerd met het Ridderkruis van de Leopoldsorde. Opname in deze orde vormt de hoogste Belgische onderscheiding.
- Op 1 januari 2006 werd de rue de la Chapelle (Kapelstraat) in Templeuve hernoemd naar: rue Justin Bruyenne (Justin Bruyennestraat).

## Werken (selectie)

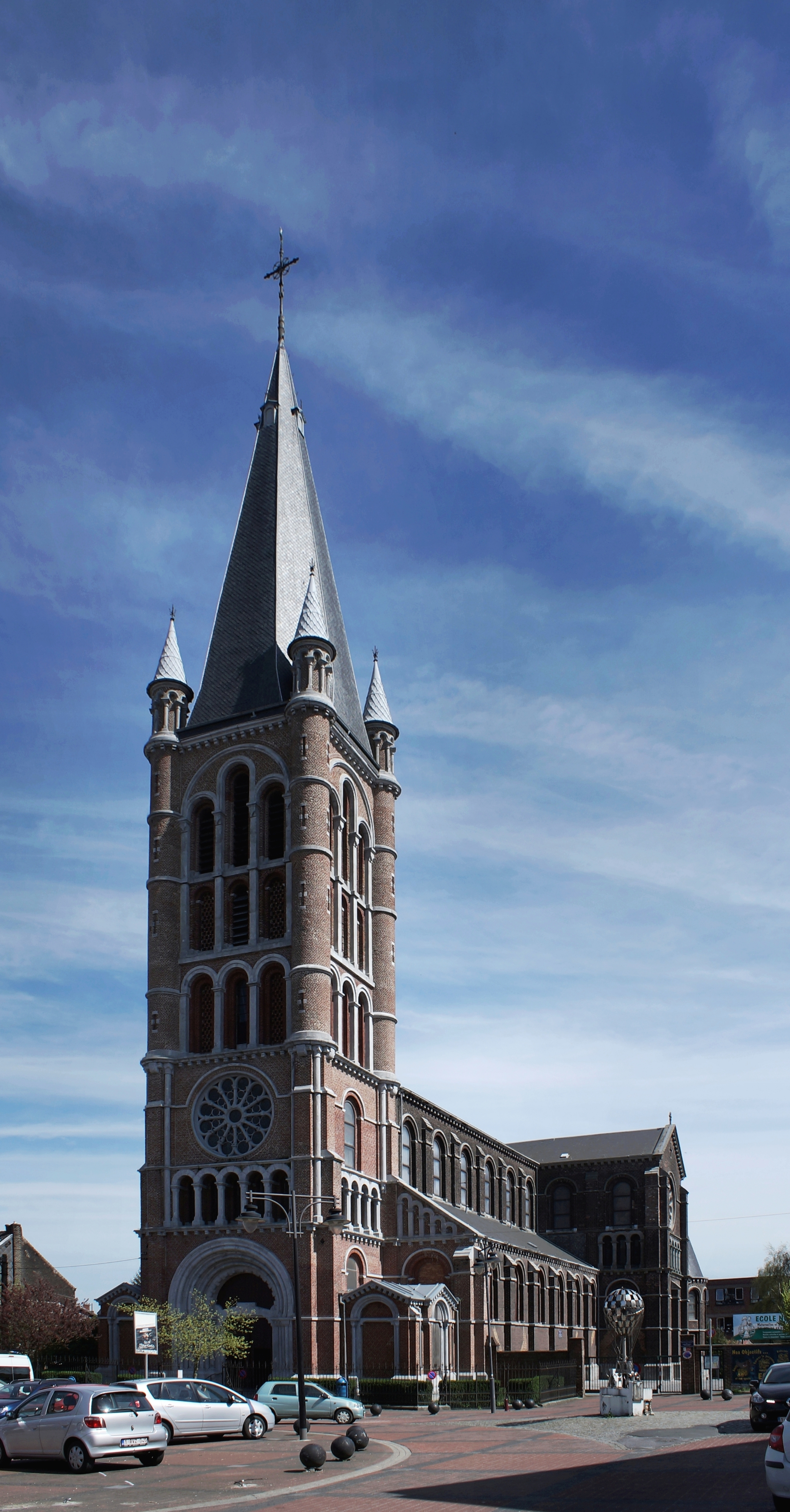
Kerk van de Onbevlekte Ontvangenis (Gohyssart-Jumet) (1863-1866)

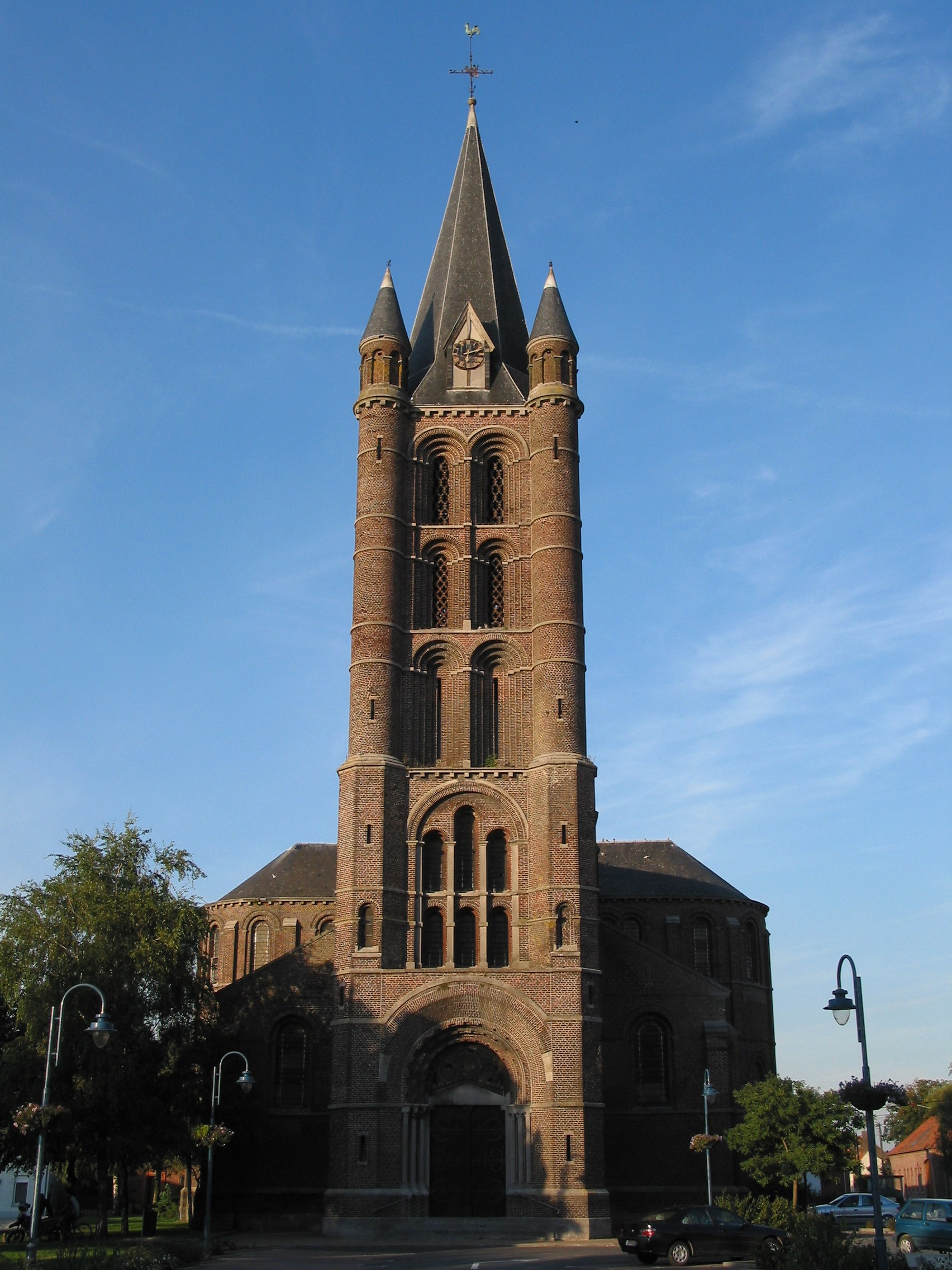
Sint-Aldegondekerk te Hérinnes (1865)

- 1843: Concertzaal, Koningin Astridplein, Doornik
- 1843: Veldschans van het Verblijf der artilleristen, Sint-Maartenstraat, Doornik
- 1843-1849: Armenhuis “Godshuis” voor bejaarden (Dorpstraat 11-57) en hospitaal (Leemweg 11), Sint-Laureins (Meetjesland)
- 1843-1853: Ontwerp van het karmelietessenklooster en internaat voor meisjes: "Onze-Lieve Vrouw ter Engelen" (‘t Fort), Plein 14, Kortrijk, in samenwerking met architect T. Mommens
- 1844: Bouw van het “Kasteel van Marlière” (Château de la Marlière) te Doornik (wijk: Orcq)
- 1847: Restauratie van de Sint-Jacobskerk, Doornik
- 1848-1850: Psychiatrisch gesticht van de Zusters van Liefde van Jezus en Maria te Sint-Truiden
- 1849: Overname van de restauratiewerken van de Onze-Lieve-Vrouwekathedraal (Doornik).
- 1850: Klooster van de Paters Passionisten (thans Instituut voor Bijzonder Onderwijs) (Doornik)
- 1850: Gebouw van de Vismijn in steen en smeedijzer, Quai Eponyme, Doornik. Deze constructie werd na de Tweede Wereldoorlog afgebroken.
- 1853-1855: Volledige wederopbouw van het uit 1478 daterende Kasteel van Bourgogne, Place de Bourgogne 1, Steenput (Estaimpuis-Estaimbourg)
- 1855: Kasteel van Ere (Doornik)
- 1857: Kapel en klooster van de Broeders der Christelijke Scholen (Doornik)
- 1857-1860: Sint-Amanduskerk te Doornik (gehucht: Allain)
- 1857: Kapel van het buitenverblijf van de Doornikse bisschop Labis (Doornik, in de wijk: Kain)
- 1857: Kasteel Six te Froyennes
- 1857-1862: Kerk van de Paters Redemptoristen (plaatselijk gekend als de Kaaipaters) te Doornik, Onze-Lieve-Vrouwekaai 6 (aan de Schelde)
- 1859: Gezinswoning van het echtpaar Cailleau-Pollet, rue Saint-Brice 31, Doornik
- 1859: Kasteel van Henri Duquesne te Vaulx (Doornik)
- 1862: Kapel van het klooster der Reparatricen, Rijselsesteenweg, Doornik (thans Instituut voor Secundair Onderwijs)
- 1862: Sint-Amanduskerk, Grand’Rue, Pecq (Obigies)
- 1863: Sint-Gerykerk te Willemeau (Doornik)
- 1863-1866: Kerk van de Onbevlekte Ontvangenis te Jumet-Gohyssart (Charleroi)
- 1865: Kloosterkerk Onze-Lieve-Vrouw door de engelen opgenomen, Molendreef 16, Lovendegem
- 1865: Sint-Aldegondekerk, rue de la Cure, Hérinnes-lez-Pecq
- 1866-1875: Restauratie van de kloosterkapel Onze-lieve Vrouw ten Doorn, Zuidmoerstraat 125, Eeklo
- 1869: School Don Bosco-Saint-Charles, Leopoldlaan, Doornik
- 1870: Restauratie van de Sint-Niklaaskerk in samenwerking met baron de Béthune en architect Louis Cloquet
- 1872: Vergroting van de Sint-Lodewijk van Gonzague-kerk (Eglise Saint-Louis de Gonzague): toevoeging van een kruisbeuk, aanpassing van de viering en koorsluiting, te Monceau-sur-Sambre
- 1875: Kloosterkapel voor de Zusters van de Heilige Filippus Nerius, Kalkstraat 46-48, Sint-Niklaas
- 1875: Heilig-Hartkapel, Kleibeekstraat, Sint-Niklaas
- 1875-1888: Hospitaal voor Mannen (Broeders van Liefde), Abdijstraat 45-57, Sint-Truiden
- 1877: Café de la gare, Crombezplein, Doornik (vlak bij het station)
- 1877: Kerk van Sint-Cyr en Sint-Julitte, Generaal Lemanstraat 11, Seneffe
- 1880: Sint-Michielskerk te Saint-Sauveur
- 1889: Kerk van Onze-Lieve-Vrouw van Bijstand in de buitenwijk Sint-Maarten (Saint-Martin), Doornik
- Saint-Charles-instituut, Pastoorstraat 5-7 (rue Curiale), Lowingen (Luingne)
- Saint-Charles-instituut, Weerstandsplein 10 (Place de la Résistance), Dottenijs (Dottignies)
- Kapel van de Ursulinen in de Klarenstraat (rue des Carmes) te Doornik
- Burgelijke armenhuis te Celles (Doornik)
- Burgelijke armenhuis te Pottes (Henegouwen)
- Restauratie van de kapel van het bisschoppelijk paleis, Doornik
- Restauratie van de Sint-Margrietkerk, Leopoldlaan, Doornik
- Restauratie van de Sint-Janskerk, Doornik
- Restauratie van de Jezuïetenkerk, Doornik
- Restauratie van het seminarie te Doornik, Jezuïetenstraat 28
- Restauratie van het Kasteel van Monceau-sur-Sambre